# Габријел Форе
Габријел Форе (фр. Gabriel Urban Fauré; Памје, 12. мај 1845 — Париз, 4. новембар 1924) је био француски композитор.
У младости је био оргуљаш у париским црквама, затим професор и директор париског конзерваторијума. Уз Дебисија и Равела, сматра се оснивачем нове француске композиторске школе.
Клод Дебиси му је био учитељ, а после и добар пријатељ који је утицао на његово музичко стваралаштво. Називају га врхунским минијатуристом и поетским мајстором. Говоре да је француски Брамс. Углавном је компоновао краћа дела, а стручњаци говоре о „хеленској“ лепоти његових дела. Најсклонији је био клавиру. Најбољим делом му се сматра „Реквијем“ из 1887. који стручњаци сматрају најбољим француским духовним делом, а други најбољим хорским делом у историји музике уопште. Фореов Реквијем подсећа на знаменити „Агнус Деи“ Клаудија Монтевердија. Форе је тежио обнови француске музике у духу традиције. Својим хармонијама наговестио је импресионизам. Најбоља дела су му лирске соло песме и поетске коморне композиције. Компоновао је и опере, оркестралну, црквену и сценску музику, разна коморна дела за клавир (дуо, трио, квартет и квинтет) и за гудаче.

## Дела
- „Реквијем“
- „Прометеј“
- „Пенелопа“
- „Балада за клавир и оркестар у Фис-дуру“
- „Елегија за виолончело и оркестар“